# Jens Galschiøt
Jens Galschiøt (ur. 4 czerwca 1954 we Frederikssund, Dania) – duński rzeźbiarz znany głównie z serii rzeźb pod zbiorczą nazwą Pillar of shame (Kolumna Wstydu). W 1973 roku Galschiøt przeprowadził się do Odense, w 1985 otworzył mieszczące się na dwóch tysiącach metrów kwadratowych odlewnię, studio, galerię oraz park rzeźb. W 1990 roku, wespół z Erikiem Mortensenem i Jeanem Voigtem stworzył rzeźbę pt. The Ringwearer’s Jacket, zamówioną przez Clothing Industry’s Union of Denmark dla królowej Małgorzaty II z okazji pięćdziesiątych urodzin. Galschiøt wsparł swoimi rzeźbami Seville Expo'92.
W roku 1997 w Hongkongu wystawił Kolumnę Wstydu. Zapoczątkowało to wystawianie rzeźb o tej samej nazwie w innych miejscach: kolejna powstała w Meksyku dwa lata później, trzecia w Brazylii w 2000 roku.
W 2008 roku rozpoczął kampanię The Color Orange przeciwko naruszaniu praw człowieka w Chinach. Nie został wpuszczony do Hongkongu, gdzie miał pomalować Kolumnę Wstydu na pomarańczowo.

## Rzeźby przyznawane w formie nagród
Jens Galschiøt w ciągu kilku lat stworzył wiele prac w charakterze nagród, z czego wiele z nich przyznaje się co roku. Oto niektóre z nich:
The Showbiz of 1993. Maska z brązu. Nagroda przyznawana raz w roku przez Teatr w Kolding za wybitny charakter życia kulturalnego.
Wing. Rzeźba dla Phoenix Architectural Competition „Function and Form 1992” („Funkcja i Forma 1992”).
Hans Christian Andersen Prize (Nagroda Hansa Christiana Andersena). Każdego roku poczynając od 1996 Galschiøt tworzył miedziany odlew książki Andersena pt. „The Adventures of my Life” („Przygody mojego życia”). Na rzeźbie wygrawerowany jest wiersz Andersena oraz nazwisko zdobywcy nagrody. Nagroda przyznawana jest trzem osobom, które miały wkład w rozpowszechnianie twórczości Andersena. Jak dotąd, nagrodę przyznano na przykład niemieckiemu pisarzowi Günterowi Grassowi, amerykańskiemu producentowi filmowemu Stevenowi Spielbergowi i, w 2004 roku, królowej Małgorzacie II.
The Fernando Prize. Rzeźba w charakterze nagrody przyznawana Association of Social Politics. Od roku 1998 przyznawana corocznie za niezwykły wkład w zakresie współpracy.
The Solar Catcher. Nagroda Duńskiego Departamentu Energii. Między latami 1998-2001 przyznawana raz w roku samorządowi miejskiemu, które w dużej mierze przyczyniło się do badań i urzeczywistniania odnawialnej energii słonecznej.

### Większe projekty/serie rzeźb
Jens Galschiøt jest artystą – aktywistą związanym z polityką. Większość tworzonych przez niego rzeźb ma na celu wywołanie debat i dyskusji. Zwykle umieszcza własne prace w centrum uwagi, za pozwoleniem, a także bez niego.

## The Pillar of shame – rzeźbiarski protest
Pillar of shame (Kolumna Wstydu) to zbiorcza nazwa serii rzeźb. Pierwsza z nich wystawiona została w Hongkongu czwartego czerwca 1997 roku jako protest przeciwko chińskim atakom na Placu Tian’anmen w czasie protestu w roku 1989. Kolumna Wstydu mierzy osiem metrów wysokości i ukazuje powykręcane ludzkie ciała. Trzydziestego kwietnia 2008 roku Kolumna została pomalowana na pomarańczowo przez chińskich aktywistów demokratycznych w ramach światowej kampanii „pomarańczowej”. Kampania rozpoczęta została przez Galschiøta w celu ujawnienia i potępienia naruszania praw człowieka w Chinach. Wydarzenie zeszło się z Letnimi Igrzyskami Olimpijskimi w Pekinie w sierpniu 2008 roku. Galschiøt i jego załoga pojechali do Hongkongu by uczestniczyć w wydarzeniu, ale nie zostali wpuszczeni przez władze miasta.
Następnie Galschiøt wystawił wersje Kolumny Wstydu w różnych miastach na świecie, jako protest przeciwko naruszaniu praw człowieka.

### Meksyk
Pierwszego maja 1999 roku Kolumna Wstydu została wzniesiona w Zócalo w mieście Meksyk. Rzeźba dwa dni stała przed budynkiem Parlamentu w ramach protestu przeciwko opresjom kierowanym ku mieszkańcom. Następnie rzeźbę przeniesiono do wejścia wsi Acteal w Chiapas, gdzie czterdziestu pięciu nieuzbrojonych mieszkańców zostało zabitych przez paramilitarną grupę dwudziestego drugiego grudnia 1997 roku. We wznoszeniu Kolumny wzięły udział setki mieszkańców. Dwudziestego drugiego grudnia 2003 roku sfinansowano tablice informujące w języku tsotsil. Oryginalne tablice były w języku hiszpańskim i angielskim – językach, których tubylcy nie rozumieli.

### Brazylia
Siedemnastego kwietnia 2000 roku Kolumna Wstydu została wzniesiona przed budynkiem brazylijskiego Parlamentu w Brasílii by uczcić pamięć dziewiętnastu bezrolnych chłopów, zabitych przez policję wojskową w północnej części Pará siedemnastego kwietnia 1996 roku. Rzeźbę wzniesiono we współpracy z MST (Ruch Bezrolnych Chłopów) i w opozycji do członków Parlamentu. Kolumnę ustawiono pomimo oporu prawicy i sekcjom rządu. Minister Sprawiedliwości powiedział, że „Rzeźba nigdy nie zostanie wzniesiona przed brazylijskim parlamentem”. Pierwszego maja Kolumnę ustawiono w Belém, stolicy północnego stanu Pará, gdzie miejsce miała masakra w Eldorado. Burmistrz Edmilson Rodrigues zapewnił w czasie inauguracji: „Pomimo oporu elit, trzymamy się naszej obietnicy o wystawieniu Kolumny Wstydu jako symbolu sprzeciwiania się opresjom i przemocy, która zbiera żniwo w postaci ludzkich istnień i naruszania praw człowieka”.

### COCOON
The Cocoon (kokon) to grupa rzeźb stworzona na duńską wystawę w Art Pavilion na Wystawie Światowej podczas Expo w Sewilli w 1992 roku. Kokon złożony jest z dwudziestu dwóch stalowych pokryw, każda mierząca półtora na cztery metry. Pokrywy przenikają twarze odlane z brązu. Galschiøt ofiarował dwadzieścia rzeźb z brązu oraz pracownię rzeźbiarską. Wystawa została zorganizowana we współpracy z The Mobile Gallery w Kolding, która otrzymała siedemdziesięcioościometrową łódź podwodną. Francuski artysta Jean Dewasne odpowiedzialny był za ozdobienie łodzi z zewnątrz, Galschiøt urządził wnętrze. Wizja ustanowienia w łodzi centrum wzrostu kulturalnego dla młodych ludzi bezrobotnych nigdy nie została zrealizowana.

## My Inner Beast
Galschiøt wzniósł czarne, jednotonowe betonowe rzeźby w znanych miejscach w dwudziestu miastach Europy. Ukazują one wyprostowane świnie w ubraniach. Celem akcji było ukazanie w dość niekonwencjonalny sposób wzrastającej przemocy, nietolerancji, rasizmu i prześladowań mniejszości narodowych, tak powszechnych w ostatnich latach. W listopadzie 1993 roku dwadzieścia rzeźb My Inner Beast (Moja Wewnętrzna Bestia) zostało ustawionych w ciągu pięćdziesięciu pięciu godzin bez wiedzy władz. Wywołało to wielkie poruszenie i debaty w sferach politycznych, w prasie oraz na forum publicznym. Rzeźby zostały ofiarowane każdemu miastu. W wydarzeniu uczestniczyło więcej niż stu ochotników.

### My Inner Beast dziesięć lat po wydarzeniu
Z okazji dziesiątej rocznicy Jens Galschiøt i jego załoga zorganizowali poszukiwania dwudziestu wystawionych wcześniej rzeźb w celu ustalenia, co stało się z obiektami. Los każdej z nich różni się. W kilku miastach statuy schowano lub też nawet zniszczono. Ponoć trzy z nich, wzniesione we Francji, zniknęły. Dla artysty to wyjaśnienie okazało się dość niejasne. W niektórych miastach świnie w ubraniach znalazły wiodące miejsca. W Bonn rzeźbę włączono do niemieckiej kolekcji sztuki. Statuy otrzymały także czołowe miejsca w takich miastach jak Kopenhaga, Mediolan, Barcelona i Innsbruck. Rocznicę świętowano podczas Europejskiego Forum Socjalnego między dwunastym a piętnastym listopada 2003 roku w Paryżu, gdzie dwie Bestie uczestniczyły w wielkiej manifestacji wespół z Survival of the Fattest (Przetrwanie Najgrubszego) i 14 Hunger Boys.